# Gibiteca de Santos
Gibiteca Municipal Marcel Rodrigues Paes, mais conhecida como Gibiteca de Santos, é uma gibiteca fundada em dezembro de 1992 na cidade de Santos, litoral do Estado de São Paulo. O nome da gibiteca é uma homenagem ao jornalista santista Marcel Rodrigues Paes, especialista em quadrinhos do jornal A Tribuna, que faleceu em 1992. O espaço possui um acervo de mais de 30 mil quadrinhos e oferece cursos de desenho, bate-papos com artistas renomados, exposições e lançamentos. Desde 2015, também é desenvolvido o projeto Baú da Gibiteca, que leva gibis às escolas da periferia da cidade. Em 2018 foi lançado um abaixo-assinado online solicitando que a Secretaria de Cultura de Santos ofereça melhores condições para o funcionamento da gibiteca, incluindo melhoria da segurança no local e aumento no número de funcionários. Em 2016, a gibiteca ganhou o Troféu Jayme Cortez, categoria do Prêmio Angelo Agostini destinada a premiar grandes contribuições para os quadrinhos brasileiros.
Em janeiro de 2018, Fabio Tatsubô, curador da gibiteca de 2013 e 2017 também ganhou um Troféu Jayme Cortez.